# Bob Marley & The Wailers
Bob Marley & The Wailers fou una banda de reggae fundada per Bob Marley el 1974, després que Peter Tosh i Bunny Wailer abandonessin la banda precursora, The Wailers. Els germans Cartlon i Aston "Family Man" Barret - els quals s'havien unit a The Wailers quatre anys abans - van decidir seguir tocant amb Marley.
Els germans Barret tocaven amb els Wailers al mateix temps que a la banda The Upsetters de l'estudi de Lee "Scratch" Perry
Bob Marley & The Wailers estava constituïda pel mateix Bob Marley com a guitarrista, compositor i veu principal, la Wailers Band com a banda de suport, i la banda I Threes com a veus secundàries. La Wailers Band incloïa els germans Cartlon i Aston Barret com a bateria i baix respectivament, Junior Marvin i Al Anderson com a guitarra principal, Tyrone Downie i Earl "Wya" Lindo als teclats, i Alvin "Seeco" Patterson en la percussió. Els I Threes consistien en la dona d'en Bob Marley, Rita Marley, Judy Mowatt i Marcia Griffiths.
A vegades, amb finalitats de màrqueting, les gravacions s'atribueixen indiscriminadament a "Bob Marley", "The Wailers" o "Bob Marley & The Wailers".